# 马里奥·佩雷斯 (1927年)
马里奥·佩雷斯（西班牙語：Mario Pérez，1927年2月19日—1985年），墨西哥男子足球运动员，司职中场。他曾代表墨西哥国家队参加1950年国际足联世界杯，结果队伍止步小组赛阶段。